# Linea IND Culver
La linea IND Culver è una linea, intesa come infrastruttura, della metropolitana di New York che collega Downtown Brooklyn a Coney Island. L'unico services che attualmente la utilizza è la linea F. La linea nasce nel 1954, come unione di due diverse linee, una sotterranea parte dell'Independent Subway System e una sopraelevata gestita dalla BMT.

## Percorso
|  |  |  | Unknown route-map component "utv-CONTg" |

| Unknown route-map component "cd" | Unknown route-map component "utdCONTgq" | Unknown route-map component "cd" + Unknown route-map component "utSTR+r" | Unknown route-map component "utdSTR" | Unknown route-map component "d" |

|  |  |  | Unknown route-map component "utvÜST" |

|  |  |  | Unknown route-map component "utvBHF" + Unknown route-map component "lACC" |

|  |  | Unknown route-map component "utCONTgq" | Unknown route-map component "utSTRq" + Unknown route-map component "utvSTRl-SHI1ro" | Unknown route-map component "utCONTfq" |  |

|  |  |  | Unknown route-map component "utABZg+l" | Unknown route-map component "utCONTfq" |  |

|  |  |  | Urban tunnel station on track |

|  |  |  | Urban tunnel stop on track |

|  |  |  | Transverse water + Unknown route-map component "uhHST" + Unknown route-map component "hPORTALg" |

|  |  | Unknown route-map component "utSTR+l" | Unknown route-map component "utSTRq" + Unknown route-map component "uhHST" + Unknown route-map component "hPORTALf" | Unknown route-map component "utCONTfq" |  |

|  |  | Unknown route-map component "utLSTR" | Urban tunnel station on track |  |  |

|  |  | Unknown route-map component "utLSTR" | Unknown route-map component "utKRWgl" | Unknown route-map component "utKRW+r" |  |

|  |  | Unknown route-map component "utLSTR" | Urban tunnel stop on track | Urban tunnel straight track |  |

|  |  | Unknown route-map component "utLSTR" | Urban tunnel stop on track | Urban tunnel straight track |  |

|  |  | Unknown route-map component "utLSTR" | Unknown route-map component "utKRWg+l" | Unknown route-map component "utKRWr" |  |

|  |  | Unknown route-map component "utLSTR" | Unknown route-map component "utACC" |  |  |

|  |  | Unknown route-map component "utLSTR" | Unknown route-map component "utABZgl" | Unknown route-map component "utKBHFeq" + Unknown route-map component "ulDST" |  |

|  | Unknown route-map component "utCONTgq" | Unknown route-map component "utABZgr" + Unknown route-map component "PORTALf" | Unknown route-map component "uhtSTRe" |  |  |

|  | Unknown route-map component "uCSTR+l" | Unknown route-map component "uxCABZgr" | Unknown route-map component "uhLSTR" |  |  |

|  | Unknown route-map component "uCBHFe" + Unknown route-map component "uXBHF-L" + Unknown route-map component "lhSTRa@f" | Unknown route-map component "uCBHFe" + Unknown route-map component "uexXBHF-R" + Unknown route-map component "lhSTRa@f" | Unknown route-map component "uhLSTR" |  |  |

|  | Unknown route-map component "uhLSTR" | Unknown route-map component "uexhSTR" | Unknown route-map component "uhLSTR" |  |  |

|  | Unknown route-map component "uexhHST" | Unknown route-map component "uhLSTR" |  |

|  | Unknown route-map component "uexhHST" | Unknown route-map component "uhLSTR" |  |

|  | Unknown route-map component "uexhKRWgl" | Unknown route-map component "uehKRWg+r" |  |

|  | Unknown route-map component "lhKHSTe" + Unknown route-map component "XPLTaq" + Unknown route-map component "uexKHSTe" | Unknown route-map component "lhSTR" + Unknown route-map component "XPLTeq" + Urban stop on track |  |

|  | Unknown route-map component "uhBHF" |

|  | Unknown route-map component "uhHST" |

|  | Unknown route-map component "uhHST" |

|  | Unknown route-map component "uhHST" |

|  | Unknown route-map component "uhHST" |

|  | Unknown route-map component "uhBHF" |

|  | Unknown route-map component "uhHST" |

|  | Unknown route-map component "uhHST" |

| Unknown route-map component "uKDSTaq" + Unknown route-map component "lhSTRa@fq" | Unknown route-map component "uhABZgr" |

|  | Unknown route-map component "uhHST" |

|  |  |  | Unknown route-map component "uhSTR" | Unknown route-map component "uhSTR+l" | Unknown route-map component "uhCONTfq" |

|  |  | Unknown route-map component "uehKRWg+l" | Unknown route-map component "uehKRWgr" |

|  |  | Unknown route-map component "uhXBHF-L" | Unknown route-map component "uhXBHF-R" |

| Unknown route-map component "uhLSTR" | Unknown route-map component "uhCONTg" | Unknown route-map component "uhSTR" | Unknown route-map component "uhSTR" |

| Unknown route-map component "uhXBHF-L" + Unknown route-map component "lACC" | Unknown route-map component "uhXBHF-M" + Unknown route-map component "lACC" | Unknown route-map component "uhXBHF-M" + Unknown route-map component "lACC" | Unknown route-map component "uhXBHF-R" + Unknown route-map component "lACC" |

|  | Unknown route-map component "uhSTRl" | Unknown route-map component "uhABZql" | Unknown route-map component "uhABZqr" | Unknown route-map component "uhSTRr" |  |